# Семіраміда

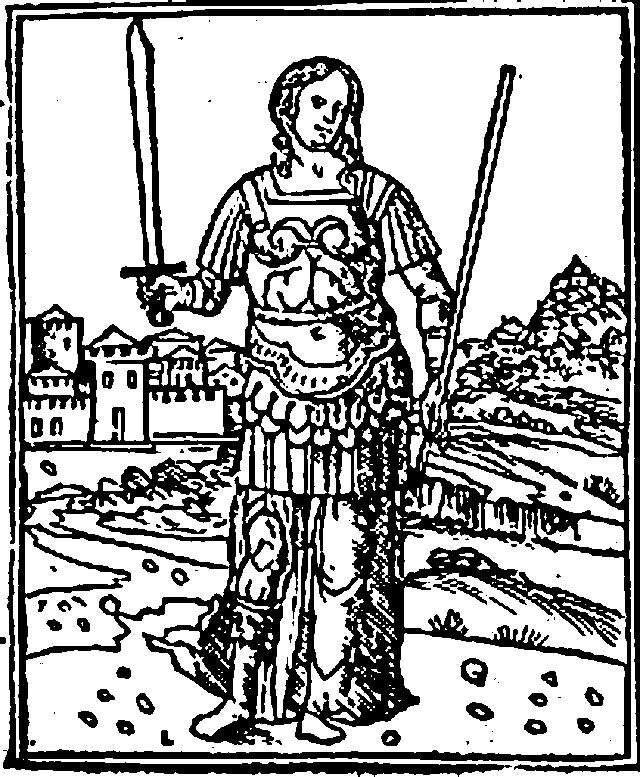
Семіраміда в образі амазонки, ілюстрація з італійської книги XVIII століття

Семіраміда (грец. Σεμίραμις, Шаммурамат, Шамірам) — легендарна цариця Ассирії, дружина царя Ніна, яка вбила його хитрістю і захопила владу.

## Легенда
Історичним прообразом Семіраміди є ассирійська цариця Шаммурамат — (бл. 810—805 до н. е.) Дружина Шамші-Адада V і мати Адад-нірарі III.
У дитинстві вона була регенткою.
Шаммурамат була вавилонянкою і під її впливом в Асирії було введено культ бога Набу. Статуї цього бога були знайдені у Кальху із написом, який наказував не визнавати ніякого іншого Бога. Це робилося, ймовірно, для тіснішого об'єднання держави. Шаммурамат вела війни головним чином проти Мідії і Манни.
З 805 р. Адад-Нірарі став правити самостійно, але і надалі Шаммурамат продовжувала відігравати значну роль. Це видно з того, що вона названа разом із царем у написах Белтарсііліми намісника Кальху і на статуях бога Набу.
В античну літературу Шаммурамат увійшла під ім'ям Семіраміди, з якою пов'язувалися «висячі сади» — одне із «семи чудес світу» — і якій приписувалися дивовижні пригоди. Правила Шаммурамат 5 років.